# Dithryca
Dithryca is een geslacht van insecten uit de familie van de Boorvliegen (Tephritidae), die tot de orde tweevleugeligen (Diptera) behoort.

## Soorten
- D. guttularis: Donkere duizendbladboorvlieg (Meigen, 1826)
- D. guttulosa (Loew, 1869)